# Apostolska pokorničarna
Apostolska pokorničarna ili Vrhovni sud apostolske pokorničarne (lat. Paenitentiaria Apostolica) sud je Katoličke Crkve i uz Vrhovni sud Apostolske signature i Sud Rimske rote, jedan je od tri suda Rimske kurije. Uglavnom se bavi oslobađajućom presudom, izuzećem, pomilovanjem i oblicima oslobađanja i smanjenja kazne. Stoga je odgovorna za oproštenje grijeha unutar Crkve.
Ima samo nadležnost (zakonsko ovlaštenje) za pitanja, koja se odnose na katoličku crkvenu domenu i na savjest (forum internum) dotičnih vjernika.
Taj se autoritet može razlikovati u nekoliko djela opraštanja:
- Odobravanje odrješenja (oproštenje i oslobađajuća presuda) za izopćenje "latae sententiae" (izopćenje po zakonu, tj. bez izričitog uvjerenja).
- Odobrenje u ime Svete Stolice za sakramentalne smetnje.
- Odobravanje i upravljanje oprostima.
- Ublažavanje ili smanjenje izrečene kazne.
- Izricanje sankcija za uklanjanje krivnje.
- Procjena (ne)primjenjivosti pravila kanonskog prava.
- Apostolska pokorničarna također je odgovorna za osiguravanje, da u patrijarhalnim bazilikama u Rimu ima dovoljno službenika koji imaju odgovarajuće prostorije s ovlaštenjem ispovjednika.

Na čelu Apostolske pokorničarne je prefekt. Ovaj dužnosnik jedan je od rijetkih članova kardinalskog zbora kojemu je dopušten nastavak obnašanja službe i stoga komunikacije s vanjskim svijetom tijekom razdoblja između dvaju pontifikata, dok se ne izabere novi papa.